# Aridane Hernández
Aridane Hernández Umpiérrez (Tuineje, 23 marzo 1989) è un calciatore spagnolo, difensore del Rayo Vallecano.

## Caratteristiche tecniche
È un difensore centrale.

## Statistiche

### Presenze e reti nei club
Statistiche aggiornate al 26 gennaio 2023.
| Stagione        | Squadra         | Campionato      | Campionato | Campionato | Coppe nazionali | Coppe nazionali | Coppe nazionali | Coppe continentali | Coppe continentali | Coppe continentali | Altre coppe | Altre coppe | Altre coppe | Totale | Totale | Totale |
| Stagione        | Squadra         | Comp            | Pres       | Reti       | Comp            | Pres            | Reti            | Comp               | Pres               | Reti               | Comp        | Pres        | Reti        | Pres   | Reti   |        |
| --------------- | --------------- | --------------- | ---------- | ---------- | --------------- | --------------- | --------------- | ------------------ | ------------------ | ------------------ | ----------- | ----------- | ----------- | ------ | ------ | ------ |
| 2010-2011       | Ceuta           | SDB             | 16         | 0          | CR              | 2               | 0               |                    | -                  | -                  |             | -           | -           | 18     | 0      |        |
| 2011-2012       | Alavés          | SDB             | 14         | 2          | CR              | 1               | 0               |                    | -                  | -                  |             | -           | -           | 15     | 2      |        |
| 2012-2013       | Corralejo       | TD              | 9          | 0          | CR              | 0               | 0               |                    | -                  | -                  |             | -           | -           | 9      | 0      |        |
| 2013-2014       | Eldense         | TD              | 38         | 4          | CR              | 0               | 0               |                    | -                  | -                  |             | -           | -           | 38     | 4      |        |
| 2014-2015       | Eldense         | SDB             | 38         | 1          | CR              | 2               | 0               |                    | -                  | -                  |             | -           | -           | 40     | 1      |        |
| Totale Eldense  | Totale Eldense  | Totale Eldense  | 76         | 5          |                 | 2               | 0               |                    | -                  | -                  |             | -           | -           | 78     | 5      |        |
| 2015-2016       | Cadice          | SDB             | 33         | 0          | CR              | 5               | 0               |                    | -                  | -                  |             | -           | -           | 38     | 0      |        |
| 2016-2017       | Cadice          | SD              | 39         | 2          | CR              | 0               | 0               |                    | -                  | -                  |             | -           | -           | 39     | 2      |        |
| Totale Cadice   | Totale Cadice   | Totale Cadice   | 72         | 2          |                 | 5               | 0               |                    | -                  | -                  |             | -           | -           | 77     | 2      |        |
| 2017-2018       | Osasuna         | SD              | 29         | 1          | CR              | 0               | 0               |                    | -                  | -                  |             | -           | -           | 29     | 1      |        |
| 2018-2019       | Osasuna         | SD              | 21         | 0          | CR              | 0               | 0               |                    | -                  | -                  |             | -           | -           | 21     | 0      |        |
| 2019-2020       | Osasuna         | PD              | 29         | 3          | CR              | 2               | 0               |                    | -                  | -                  |             | -           | -           | 31     | 3      |        |
| 2020-2021       | Osasuna         | PD              | 24         | 0          | CR              | 0               | 0               |                    | -                  | -                  |             | -           | -           | 24     | 0      |        |
| 2021-2022       | Osasuna         | PD              | 15         | 0          | CR              | 1               | 0               |                    | -                  | -                  |             | -           | -           | 16     | 0      |        |
| 2022-2023       | Osasuna         | PD              | 6          | 0          | CR              | 5               | 0               |                    | -                  | -                  |             | -           | -           | 11     | 0      |        |
| Totale Osasuna  | Totale Osasuna  | Totale Osasuna  | 124        | 4          |                 | 8               | 0               |                    | -                  | -                  |             | -           | -           | 132    | 4      |        |
| Totale Carriera | Totale Carriera | Totale Carriera | 311        | 13         |                 | 18              | 0               |                    | -                  | -                  |             | -           | -           | 329    | 13     |        |